# Marek Plura
Marek Mirosław Plura est un homme politique polonais membre de la Plate-forme civique (PO) né le 18 juillet 1970 à Racibórz et mort le 21 janvier 2023 à Katowice.

## Biographie
Marek Plura souffrait de dystrophie musculaire depuis sa naissance et était donc confiné à un fauteuil roulant.